# Éric Bernard
Éric Bernard, född 24 augusti 1964 i Martigues, är en fransk racerförare.

## Racingkarriär
Bernard debuterade i formel 1 i Frankrikes Grand Prix 1989. Han drömde om att bli grand prix-förare redan vid elva års ålder efter att ha sett Alain Prost köra. Inspirerad av detta började Bernard köra karting 1976 och han vann fyra mästerskapstitlar under de sju säsonger han tävlade i klassen. 1983 utbildadade han sig vid Winfield Racing School vid Paul Ricard där han utmärkte sig och 1984 fick han möjligheten att köra i Formel Renault. Han kom han sexa i serien och året efter vann han den. 1986 gick han vidare och tävlade för Winfield Racing School i Franska F3-mästerskapet och 1987 började han vinna lopp och slutade då tvåa bakom sin rival Jean Alesi i mästerskapet. 1988 gjorde Bernard en imponerande debut i formel 3000 och året därpå debuterade han i formel 1 för Larrousse i Frankrike 1989 och blev sedan kvar i stallet till 1991.
Under kvalificeringen till Japans Grand Prix 1991 ådrog han sig benfrakturer som medförde sådana komplikationer att han inte kunde tävla varken under säsongen 1992 eller 1993. Han gjorde comeback i formel 1 1994 i Ligier och kom då trea i Tyskland 1994, vilket blev hans bästa placering. Under hösten gick han över till Lotus och körde i Europa 1994, vilket blev hans sista F1-lopp. Bernard fortsatte dock med framgång i sportvagnsracing.

## F1-karriär
| Säsong | Stall/Tillverkare                | Poäng | Placering |
| ------ | -------------------------------- | ----- | --------- |
| 1989   | Larrousse (Lola-Lamborghini)     | 0     | –         |
| 1990   | Larrousse (Lola-Lamborghini)     | 5     | 13        |
| 1991   | Larrousse (Lola-Ford)            | 1     | 18        |
| 1994   | Ligier-Renault Lotus-Mugen Honda | 4     | 18        |